# Lešná (zámek, okres Vsetín)
Zámek Lešná je zámek v obci Lešná v okrese Vsetín z 1. poloviny 17. století, který byl postaven na místě středověké tvrze ze 14. století. Je chráněn jako kulturní památka České republiky.

## Historie
Roku 1355 je ves připomínána jako majetek vladyků z Perné, 1415 se uvádí tvrz Hanuše z Pržna. Po roce 1481 za Pražmů z Bílkova vznikla stavba kosodélného půdorysu o rozměrech cca 33 x 25,5 m. Pozůstatky zdiva a gotické tvrze jsou z velké části dochovány ve zdivu současného zámku.
V polovině 16. století přebudována na renesanční čtyřkřídlý zámek. Další přestavba následovala v polovině 17. století. Rudolf Magnus Podstatský z Prusinovic, majitel Lešné v letech 1710–1740, provedl barokní úpravy. Na začátku 19. století byla Jiřím Beesem založena zámecká zahrada, která se rozkládá na ploše 7 ha.
Poslední majitelé zámku byli Kinští. Ti objektu vtiskli klasicizující ráz s novogotickými detaily. Roku 1945 byli Kinští přinuceni zámek opustit; posledním majitelem z tohoto rodu byl Bedřich Adolf Kinský (1885–1956). V letech 1948–1975 v budově zámku sídlila škola. Od roku 2011 je zámek přístupný veřejnosti. Je v něm mj. pozoruhodné balustrádové zábradlí nebo pokoje s malovanými stropy a původní barokní podlahou. Místnosti jsou vybaveny mobiliářem hrabat Kinských z přelomu 19. a 20. století.

## Zajímavosti
Zámek použil režisér Filip Renč ve filmu Requiem pro panenku, v němž ztvárnil Ústav sociální péče v Měděnci, kde roku 1984 došlo k největší žhářské katastrofě v historii Československa a České republiky. Při požáru, jenž založila jedna z chovanek ústavu Eva Kováčová (později pod mužským jménem René), tehdy zahynulo 26 osob.